# Parodynerus mediocinctus
Parodynerus mediocinctus är en stekelart som först beskrevs av Turner 1919.  Parodynerus mediocinctus ingår i släktet Parodynerus och familjen Eumenidae. Utöver nominatformen finns också underarten P. m. teveunensis.